# Lisa Barbelin
Pour les articles homonymes, voir Barbelin.
Lisa Barbelin, née le 10 avril 2000 à Ley, est une archère française gauchère.

## Biographie
Lisa Barbelin est originaire de Ley dans le département de la Moselle, en Lorraine,. Elle est étudiante en chimie à Sorbonne université.

### Carrière
La jeune archère fréquente la Société de Tir de Dieuze, étant également pensionnaire du CREPS de Nancy alors qu'elle a été scolarisée au lycée Varoquaux de Tomblaine,,.

#### Jeux olympiques de Tokyo
Lisa Barbelin est sacrée championne d'Europe en 2021 à Antalya le 6 juin 2021, battant Karyna Dziominskaya (en) 6-0 en finale et remportant ainsi un titre qui n'avait plus été dans les mains d'une Française depuis 2008 et le sacre de Bérengère Schuh,,. Sur son parcours, elle aura éliminé consécutivement Ksenia Perova, 5e mondiale et 1re européenne au classement WA, puis Elena Osipova, leader des qualifications, pour finir par battre Denisa Barankova en demi-finale,,, en se qualifiant pour sa première finale d'un tournoi majeur.
En parallèle de son titre européen, Lisa Barbelin remporte également le tournoi qualificatif aux Jeux olympiques, gagnant son ticket pour la compétition qui doit avoir lieu le mois suivant à Tokyo, avec Jean-Charles Valladont qui se qualifie chez les hommes,. Elle rate sa compétition (elle est sortie en huitième de finales) et commence ensuite un travail avec un préparateur mental. Elle déclare à propos de ces JO: « Il y a trois ans, je me suis fait avoir bêtement car je me voyais déjà la médaille autour du cou, et j’ai perdu mes moyens, confiait la championne quelques semaines avant les Jeux. Mais je ne considère pas Tokyo comme un échec car j’y ai beaucoup appris. »
En septembre 2021, elle remporte avec Caroline Lopez et Mélodie Richard la médaille de bronze par équipes aux Championnats du monde à Yankton.

#### Olympiade de Paris
Le 13 janvier 2022, elle améliore le record de France de tir à l'arc en salle avec 593 points, jusque-là détenu depuis 2009 par Bérengère Schuh (592 pts).
En février 2022, elle est sacrée championne d'Europe en salle à Laško, en Slovénie.
Elle remporte la médaille d'argent par équipes en tir à l'arc classique avec Audrey Adiceom et Caroline Lopez aux Jeux européens de 2023  ainsi qu'aux championnats du monde de tir à l'arc 2023.

#### Jeux Olympiques de Paris
Aux Jeux olympiques de Paris 2024, elle rate ses épreuves par équipes, à la fois féminine (l’équipe de France est éliminée au premier tour par les Pays-Bas) et mixte. Après ces échecs, elle fait appel à une psychologue de l'Agence nationale du sport, dont elle estime qu'elle lui permet de réussir son passage individuel le 3 août. 
En quarts de finale, elle est dominée jusqu'à une dernière flèche ratée, à cause du vent, de son adversaire, Diananda Choirusina, qui permet de passer à la mort subite, qu'elle gagne. Elle remporte la médaille de bronze devenant ainsi la première femme française de l'histoire olympique du tir à l'arc à obtenir une médaille en individuel, ainsi que la seule demi-finaliste non sud-coréenne.
En février 2025, elle est médaillée de bronze en individuel aux championnats d'Europe en salle.

### Vie privée
Elle est depuis 2020 en couple avec l'archer Thomas Chirault, rencontré à l'Insep.

## Décorations
- Chevalier de l'ordre national du Mérite (2024)[25]